# Liste der Kulturdenkmäler in Rascheid
In der Liste der Kulturdenkmäler in Rascheid sind alle Kulturdenkmäler der rheinland-pfälzischen Ortsgemeinde Rascheid aufgeführt. Grundlage ist die Denkmalliste des Landes Rheinland-Pfalz (Stand: 8. Februar 2023).

## Einzeldenkmäler
| Bezeichnung                      | Lage                                                            | Baujahr         | Beschreibung                                                                                                  | Bild                           |
| -------------------------------- | --------------------------------------------------------------- | --------------- | --- | ------------------------------ |
| Katholische Pfarrkirche St. Anna | Bahnhofstraße Lage                                              | 1775–80         | barocker Saalbau, 1775–80, Fassadenturm 1847; an der Kirche Kriegerdenkmal, Schauwand, 1925                   | weitere Bilder Fotos hochladen |
| Wegekreuz                        | Bahnhofstraße, bei Nr. 5 Lage                                   | 1926            | Wegekreuz; Gedenkstein für 1914, Stele, 1926                                                                  | BW                             |
| Quereinhaus                      | Hauptstraße 6 Lage                                              | 1854            | Quereinhaus, bezeichnet 1854, Erweiterung im frühen 20. Jahrhundert                                           | BW                             |
| Brunnen                          | Hauptstraße, vor Nr. 11 Lage                                    | 19. Jahrhundert | Laufbrunnen, Brunnentrog und Rundpfeiler, 19. Jahrhundert                                                     | BW                             |
| Kapelle St. Anna                 | nördlich des Ortes auf dem Heidelberg Lage                      | 1870            | kleiner Saalbau, 1870                                                                                         | BW                             |
| Bahnhof Rascheid                 | nördlich des Ortes im Bruderbachtal Lage                        | 1903            | ehemaliger Bahnhof der Hunsrückquerbahn; Stations- und Nebengebäude, Typenbauten, 1903; bauliche Gesamtanlage | BW                             |
| Eisenbahnviadukt                 | nordöstlich des Ortes über dem Bacheinschnitt des Rasbachs Lage | um 1900         | vierbogiges Viadukt der Hunsrückquerbahn, um 1900, Wiederaufbau 1950                                          | BW                             |
| Lourdeskapelle                   | südlich des Ortes an der K 95 Lage                              | 1905            | Ziegelbau, bezeichnet 1905                                                                                    | BW                             |

## Ehemalige Kulturdenkmäler
| Bezeichnung | Lage               | Baujahr                | Beschreibung                                                   | Bild |
| ----------- | ------------------ | ---------------------- | -------------------------------------------------------------- | ---- |
| Quereinhaus | In der Nief 2 Lage | frühes 19. Jahrhundert | Quereinhaus, frühes 19. Jahrhundert; aus Denkmalliste gelöscht | BW   |